# Герман (Свайко)
Митрополи́т Ге́рман (англ. Metropolitan Herman, в миру Джо́зеф Свайко́, англ. Joseph Swaiko, Иосиф Васильевич Свайко; 1 февраля 1932, Бейрдфорд, Пенсильвания — 6 сентября 2022) — епископ Православной Церкви в Америке, с 22 июля 2002 по 4 сентября 2008 года — её 4-й предстоятель с титулом — Блаженнейший архиепископ Вашингтонский и Нью-Йоркский, митрополит всей Америки и Канады.

## Биография

### Ранние годы
Родился 1 февраля 1932 года в Бейрдфорде, штат Пенсильвания в семье Василия Свайко и Елены Герич-Свайко.
После окончания начальной и средней школы в Уэст-Дир-Тауншип в Пенсильвании, поступил в колледж Роберта Морриса в Питтсбурге, который окончил с отличием со степенью в области делового администрирования и секретариата.
Впоследствии служил в административно-строевом управлении сухопутных войск США, в Лабрадоре.
В 1959 году вышел в отставку и поступил в Свято-Тихоновскую духовную семинарию в Саут-Кейнане, Пенсильвания. Был назначен личным секретарем епископа Киприана (Борисевича), бывшего ректором семинарии с 1961 года. Окончил семинарию в 1963 году. Работал в администрации духовной семинарии и преподавал церковнославянский язык. Был одним из организаторов попечительского совета при духовной семинарии и его казначеем.

### Священническое и епископское служение
1 марта 1964 года рукоположён в сан диакона, а 7 апреля того же года — в сан священника. Исполнял также обязанности настоятеля храмов святого Иоанна Предтечи в Дандаффе и апостолов Петра и Павла в Юнион-Дейле, штат Пенсильвания. Много лет являлся духовником Братства православных христиан Америки района Антрасайт (Антрацитовый район).
4 декабря 1970 года пострижен в монашество с именем Герман в честь преподобного Германа Аляскинского.
17 октября 1971 года назначен заместителем настоятеля Тихоновского монастыря в Саут-Кэйнане с возведением в сан игумена.
19 октября 1972 года был избран для епископского служения и 22 октября был возведён в сан архимандрита.
10 февраля 1973 года в соборе Воскресения Христова в Уилкс-Барре хиротонисан в сан епископа Уилкс-Баррского, викария Филадельфийской и Пенсильванской архиепархии. Хиротонию совершили: митрополит всей Америки и Канады Ириней (Бекиш), архиепископ Филадельфийский и Пенсильванский Киприан (Борисевич), архиепископ Монреальский и Канадский Сильвестр (Харун), архиепископ Детройтский и Мичиганский Валериан (Трифа), архиепископ Питтсбургский и Западно-Вирджинский Феодосий (Лазор), епископ Хартфодский и Новой Англии Димитрий (Ройстер). Продолжил преподавательскую деятельность в духовной семинарии.
В 1975 году временно управлял Епархией Запада, а в 1978 году — епархией Новой Англии.
После кончины епископа Киприана был 17 марта 1981 года занял пост епископа Филадельфийского и Восточно-Пенсильванского, а в мае того же года — ректором Свято-Тихоновской духовной семинарии.
В 1994 году возведен в сан архиепископа. Участвовал в Конференции православных епископов Северной Америки в декабре 1994 году в городе Лигонир, штат Пенсильвания.
Нёс различные послушания в Православной Церкви Америки: председателя отдела финансов, вице-председателя отдела миссий, члена комитета по богословскому образованию, председателя пенсионного комитета, вице-председателя отдела межцерковных отношений и экуменических контактов, члена Малого Синода епископов и др. Был представителем ПЦА на международных встречах и конференциях, часто сопровождал в поездках митрополита Феодосия (Лазора).

### Предстоятель ПЦА
2 апреля 2002 года митрополит Феодосий, перенёсший серию инсультов, подал Священному Синоду прошение об уходе на покой. Прошение было удовлетворено; было объявлено о проведении 13-го Всеамериканского Собора в Орландо (Флорида) 22 июля того же года для избрания преемника. В мае того же года архиепископ Герман стал местоблюстителем митрополичьего престола ПЦА.
В первом туре выборов ни один кандидат не набрал необходимых двух третей голосов. Во втором туре наибольшее число голосов (267 из 639) набрал епископ Оттавский Серафим (Сторхейм), но без необходимых двух третей. Архиепископ Герман набрал при этом 141 голос. Но даже при повторном голосовании, когда каждый член собора мог написать имена двоих кандидатов, никому не удалось набрать 2/3 голосов; при этом епископ Серафим получил 473 голосов, а архиепископ Герман — 227. Священный Синод ПЦА, который в этом случае должен был определить исход выборов после закрытого голосования выбрал архиепископа Германа, как «обладающего опытом работы на всех уровнях Церковной жизни».
Интронизация состоялась 8 сентября 2002 года в Свято-Николаевском соборе Вашингтона.
27 мая 2005 года решением Священного Синода освобождён от должности местоблюстителя Епархии Восточной Пенсильвании.
С конца 2005 года подвергался публичной критике за неспособность надлежащим образом расследовать предполагаемые финансовые злоупотребления бывшего Управляющего Канцелярией протопресвитера Роберта Кондратика (Robert S. Kondratick), который в марте 2006 года был смещён со своего административного поста. Скандал освещался в прессе США.
17 июня 2007 года решением Священного Синода ПЦА назначен временно управляющим Болгарской епархией.

### На покое
3 сентября 2008 года Синоду был представлен доклад специального следственного комитета, где делался вывод об ответственности всего руководства ПЦА в финансовых злоупотреблениях. Митрополит Герман был вынужден подать Архиерейскому Синоду Церкви, собравшемуся 4 сентября 2008 года в Нью-Йорке, прошение о незамедлительном уходе на покой, которое было удовлетворено в тот же день.
По сообщениям СМИ от 11 сентября 2008 года, запланированная операция на позвоночнике была перенесена с 9 на 16 сентября.
13 марта 2009 года официальный сайт ПЦА сообщил, что Митрополит всей Америки и Канады Иона имел встречу с пребывающим на покое митрополитом Германом и передал ему письмо, в котором проинформировал его о последних решениях Священного Синода, в частности, решением Священного Синода митрополиту Герману предписывалось временно ограничить посещение богослужений храмом святых Петра и Павла в Юниондэйл, штат Пенсильвания; митрополит Герман выразил готовность подчиниться этому решению, а также недавнему распоряжению Священного Синода, согласно которому только действующий Предстоятель Православной Церкви в Америке имеет право носить белый клобук.
После выхода на покой жил в небольшой резиденции на территории Тихоновского монастыря в Пенсильвании, где скончался 6 сентября 2022 года в возрасте 90 лет после продолжительной болезни.